# پورخوف
پورخوف (به روسی: Порхов) شهری در استان پسکوف در کشور روسیه است.
این شهر روز ۱۱ ژوئیه سال ۱۹۴۱ در جریان جنگ جهانی دوم به تصرف مهاجمان آلمانی درآمد.